# Incidente de Venlo

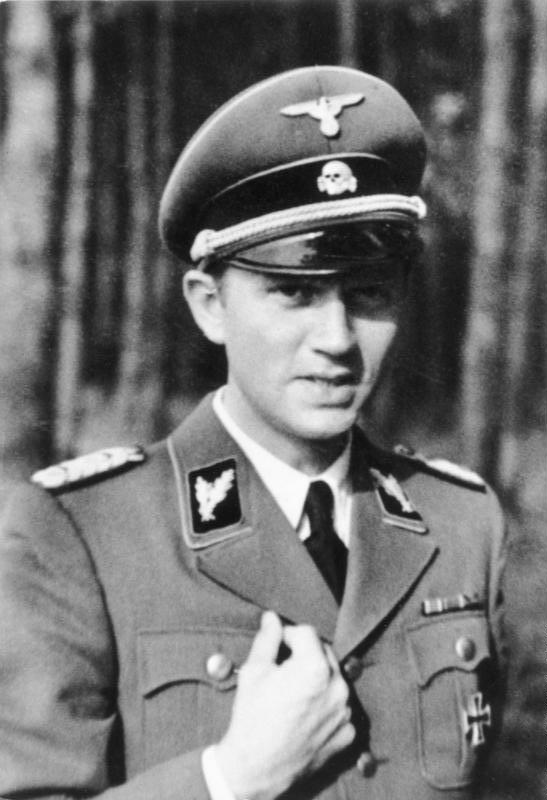
Walter Schellenberg cerca de 1942, con grado de SS Oberführer.

El incidente de Venlo fue una operación encubierta del servicio de seguridad alemán (Sicherheitsdienst, SD) ingeniado para capturar a dos agentes del Servicio de Inteligencia Secreto británico (MI6) el 9 de noviembre de 1939.
El incidente fue utilizado por el Partido Nacional Socialista Alemán de los Trabajadores  con propósitos propagandísticos para ligar al Reino Unido con el intento fallido de asesinato del canciller alemán Adolf Hitler por parte de Georg Elser en la Bürgerbräukeller de Múnich (Alemania) el 8 de noviembre de 1939 y justificar la posterior invasión alemana de los Países Bajos, un país neutral, el 10 de mayo de 1940.

Insignia en la manga de un oficial de la Sicherheitsdienst (SD).

## Historia

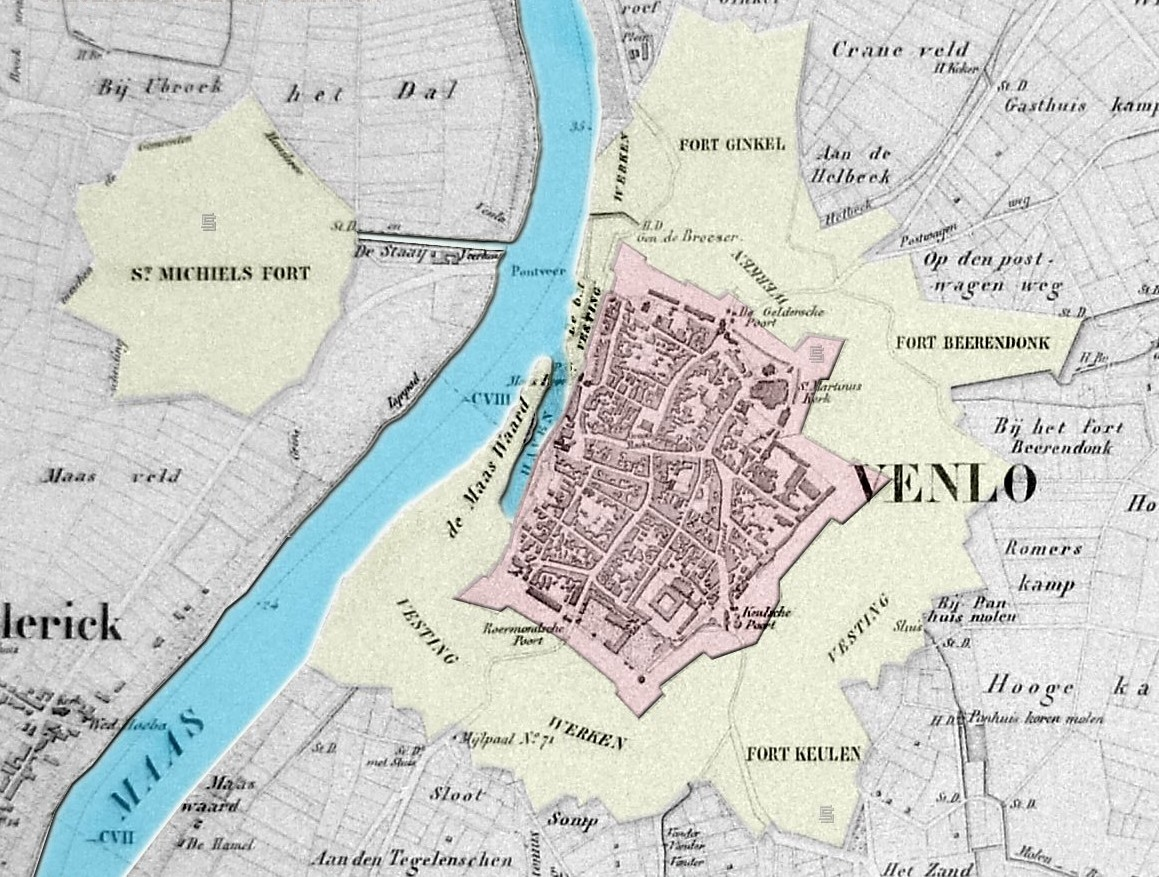
Centro histórico de Venlo con el río Mosa.

Dos agentes británicos designados del SIS se habían reunido con supuestos oficiales descontentos del ejército alemán en la población holandesa fronteriza de Venlo siguiendo una serie de encuentros encubiertos; estos oficiales del ejército alemán comunicaron que estaban planeando un golpe de Estado contra el canciller Adolf Hitler. El primer encuentro había sido preparado con los agentes británicos del SIS a principios de 1939 por un conocido refugiado político llamado Dr. Franz Fischer exiliado en los Países Bajos, pero que sin el conocimiento de los británicos del SIS, trabajaba de forma encubierta por la Gestapo y para el entonces Mayor (Sturmbannführer) Walter Schellenberg
de la sección de contraespionaje de la Sicherheitsdienst (SD).  La tarea principal de este refugiado político era recoger y proporcionar información falsa al SIS británico en general, como parte de la red de operaciones de inteligencia de alemana Sicherheitsdienst.

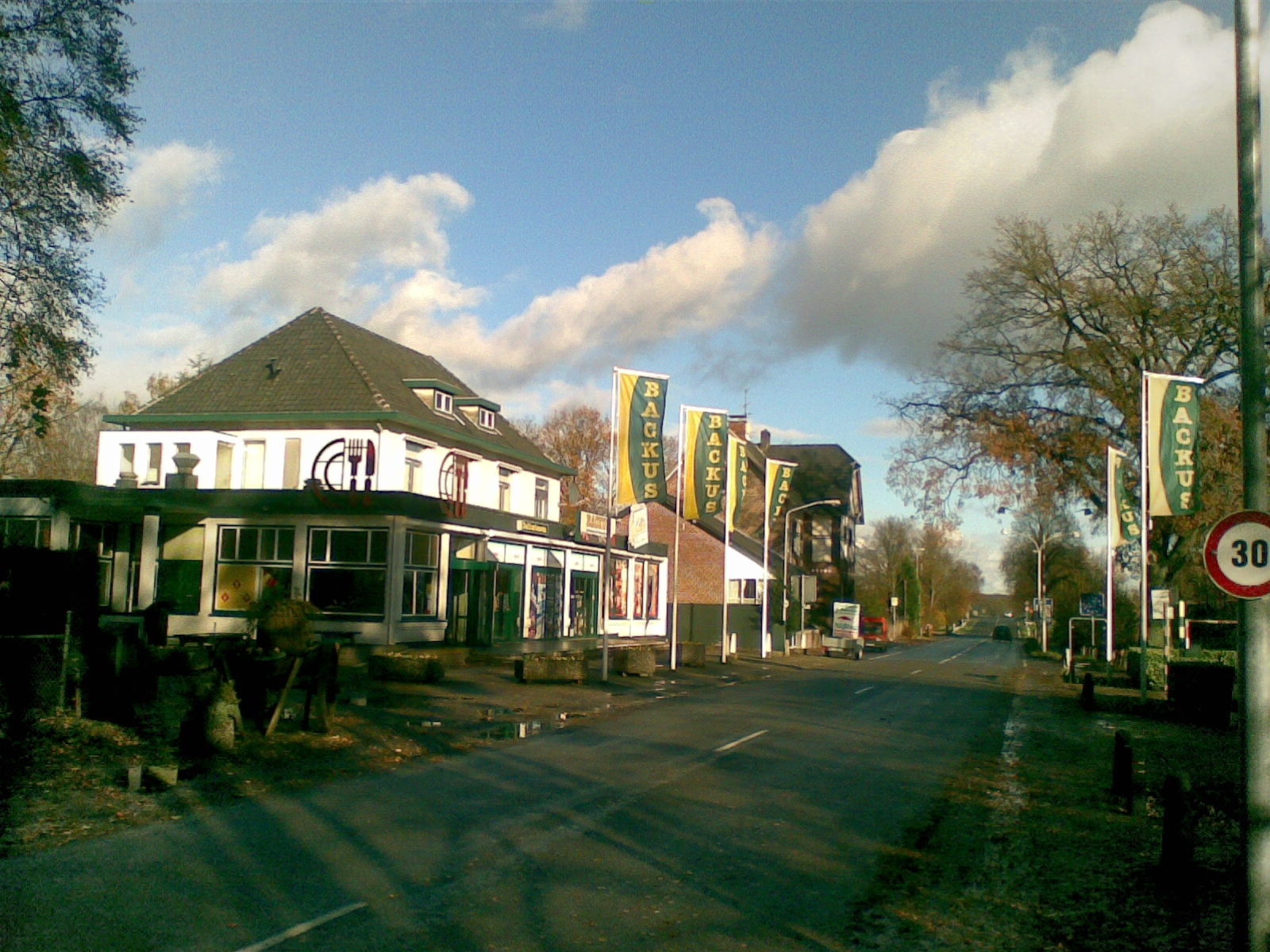
Café Backus, a distancia la frontera alemana.

El SIS británico había asignado dos agentes al caso, el Capitán Sigismund Payne Best (un experimentado oficial de inteligencia del ejército británico y hombre de negocios bien relacionado en los Países Bajos, que en ese momento residía en La Haya conjuntamente con su esposa holandesa), y el Mayor Richard Henry Stevens (un agente menos experimentado trabajando de forma encubierta para el SIS británico como oficial en el control de pasaportes en La Haya, Países Bajos). Ambos se reunieron con los supuestos oficiales descontentos del ejército alemán, incluyendo al falso "Hauptmann (Capitán) Schämmel" (en realidad Mayor Walter Schellenberg). Schellenberg, como "Hauptmann Schämmel", afirmó que el Alto Mando Alemán estaba preocupado por las elevadas pérdidas sufridas durante la invasión de Polonia y que pretendía deponer del poder al Führer.
El Reichsführer-SS Heinrich Himmler, quien recientemente había escapado también de la muerte en el intento fallido de asesinato en el Bürgerbräukeller junto a Hitler, vio la oportunidad y ordenó en una enfurecida conversación telefónica con el falso "Hauptmann Schämmel" la captura de los agentes británicos del SIS para ser interrogados sobre la implicación británica en dicho Atentado. En la noche del 8-9 de noviembre de 1939, unidades especiales de las SS germanas SS-Sonderkommandos bajo el comando operativo del hombre de la SD Alfred Naujocks, cruzaron la frontera Holandesa en Venlo. Fueron al encuentro encubierto con los agentes secretos británicos del SIS en un café, Café Backus, situado justo a unos pocos metros detrás del puesto fronterizo germano-holandés en el lado holandés. A los agentes británicos del SIS, para reforzar su credibilidad, se les prometió que se reunirían con un general del ejército alemán, que lideraba un intento de golpe de Estado; los agentes Best y Stevens llevaron con ellos al teniente de inteligencia holandés Dirk Klop.

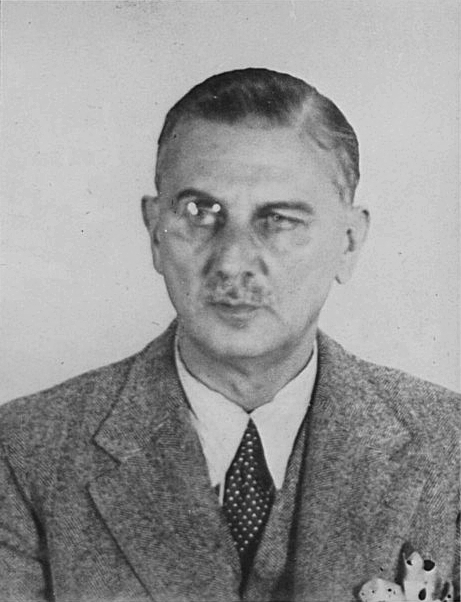
Cptn. Sigismund Payne Best en 1939.

Cuando llegaron Best y los otros dos agentes, los alemanes rodearon su coche con ametralladoras, hirieron mortalmente a Klop y arrastraron por la fuerza a los dos agentes británicos junto con el cadáver de Klop a la frontera con Alemania y trasladados a Berlín para ser interrogados por la Gestapo.

## Consecuencias

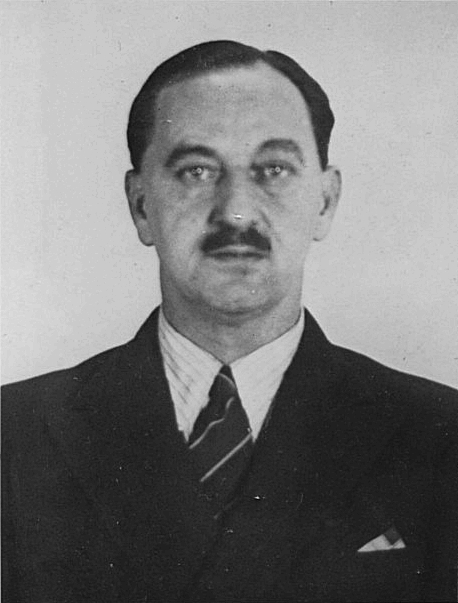
Mayor Richard Henry Stevens en 1939.

El incidente Venlo convirtió a gran parte de la red de espionaje británica en la Europa central y occidental prácticamente en inservible. Provocó la dimisión del jefe del espionaje holandés, Johan W. van Oorschot y proporcionó a Hitler en mayo de 1940 una excusa para la invasión de Holanda. La propaganda nazi presentó a Best y Stevens como organizadores del atentado cometido por Georg Elsner. 
Ambos sobrevivieron después de permanecer más de cinco años en los campos de concentración de Sachsenhausen y Dachau, y quedaron en libertad en abril de 1945.
El Incidente de Venlo fue descrito en el episodio 1 del canal BBC Radio 4: "MI6: un siglo en la sombra" (MI6: A Century in the Shadows), retransmitido el 27 de julio de 2009.